# Печ (община)
Вижте пояснителната страница за други значения на Печ.
Община Печ е разположена в западната част на Косово. Административен център на общината е град Печ. Има площ от 601 км2, а населението е 98 141 души, по приблизителна оценка за 2019 г.